# Zvonimir Ferenčić
Zvonimir Ferenčić (Garešnica, 21. veljače 1925. – Zagreb, 8. listopada 1998.), hrvatski glumac.

## Životopis
Zvonimir Ferenčić bio je istaknuti hrvatski glumac i član Dramskog kazališta Gavella, više od tri desetljeća. Među mnogim zapaženim ulogama Ferenčić je kazališnoj publici poznat još od 1956. godine, kada je u predstavi "Svoga tela gospodar" tumačio ulogu Ive. Zapažen je i u ulozi Egeja u Shakespeareovu komadu "San Ivanjske noći" 1984. godine. Među Ferenčićeve glumačke vrhunce ubrajaju se uloge u predstavama "Tramvaj zvan čežnja" T. Williamsa, "Mrtvački ples" A. Strindberga, "Neprijatelj naroda" H. Ibsena, Hoelderin P. Weissa, "Priče iz bečke šume" O. von Horvatha te "Sokol ga nije volio" F. Šovagovića. Trajan trag ostavio je i u TV dramama, posebice ulogom Cinobera u seriji Gruntovčani te Kubure u seriji Dirigenti i mužikaši.
Zvonimir Ferenčić preminuo je u Zagrebu, u 74. godini života.

## Filmografija

### Televizijske uloge
- "Dileme" (1965.)
- "Sumorna jesen" (1969.)
- "Mejaši" kao Franc Ožbolt-Cinober (1969. – 1970.)
- "Sam čovjek" kao učitelj povijesti (1970.)
- "U registraturi" kao prijatelj židovskog trgovca (1974.)
- "Gruntovčani" kao Franc Ožbolt-Cinober (1975.)
- "Punom parom" kao matičar (1978.)
- "Mačak pod šljemom" (1978.)
- "Nepokoreni grad" kao Pukovnik Loren (1981.)
- "Smogovci" (1983.)
- "Putovanje u Vučjak" kao Grgo Tomerlin (1986. – 1987.)
- "Neuništivi" (1990.)
- "Dirigenti i muzikaši" kao Rok Kubura (1991.)

### Filmske uloge
- "Sumnjivo lice" kao Đoka (1954.)
- "Stakleni paravan" (1959.)
- "Jurnjava za motorom" (1959.)
- "Nestali pomaže istragu" (1960.)
- "Parnica oko magareće sjenke" (1960.)
- "Poštar zvoni dva puta" (1960.)
- "Gola cesta" (1961.)
- "Čovjek od važnosti" (1961.)
- "Sreća dolazi u 9" kao predstavnik sindikata (1961.)
- "Građanin Dahlke" (1962.)
- "Zvižduk u osam" kao novinar (1962.)
- "Mrtvo slovo" (1964.)
- "Pred svakim pragom" (1964.)
- "Doktorova noć" (1964.)
- "Nema razloga za uzbunu" (1965.)
- "Mirotvorci" (1966.)
- "Pedeseti rođendan" (1966.)
- "Podnevna pauza" (1967.)
- "Protest" kao zamjenik direktora (1967.)
- "Za njegovo dobro" (1968.)
- "Politička večera" (1968.)
- "Meteor" (1969.)
- "Kad čuješ zvona" kao šofer kamiona (1969.)
- "Ožiljak" kao drug u filmskom poduzeću #3 (1969.)
- "Pansion s toplom i hladnom vodom" (1970.)
- "Izbavitelj" kao nakladnik (1976.)
- "Ispit zrelosti" (1978.)
- "Ljubica" (1979.)
- "Kraljevo" (1981.)
- "Visoki napon" kao trgovac (1981.)
- "Hoću živjeti" (1982.)
- "Horvatov izbor" (1985.)
- "Nitko se neće smijati" kao šef pogona (1985.)
- "Olujna noć" kao konobar (1987.)
- "Terevenka" kao Dizdarević (1987.)
- "Krađa neba" kao biskup (1988.)

### Sinkronizacija
- glas Eustahija Brzića[1]

## Vanjske poveznice
- Zvonimir Ferenčić u internetskoj bazi filmova IMDb-u (engl.)